# Écs
Écs (vyslovováno [éč]) je velká vesnice v Maďarsku v župě Győr-Moson-Sopron, spadající pod okres Pannonhalma. Nachází se asi 2 km severozápadně od Pannonhalmy a asi 9 km jihovýchodně od Győru. V roce 2015 zde žilo 1 903 obyvatel. Dle údajů z roku 2011 tvoří 89,1 % obyvatelstva Maďaři, 2,6 % Němci, 0,4 % Romové a 0,3 % Rumuni.
Sousedními vesnicemi jsou Nyúl a Ravazd, sousedním městem Pannonhalma.